# Ada Kaleh
Ada Kaleh (in turco Ada Kale e in romeno insula Ada Kaleh o insula Fortăreață che significa "isola fortificata") è stata un'isola del Danubio sommersa nel 1970 dalle acque del bacino della centrale idroelettrica Porțile de Fier I. Si trovava a circa 3 chilometri da Orșova e le sue dimensioni erano di circa 1,7 km di lunghezza per 500 metri di larghezza con una popolazione di circa 600 abitanti quasi tutti di origine turca.
Era sviluppato il turismo dovuto principalmente al fatto che l'isola era porto franco e si potevano acquistare prodotti dolciari e artigianali turchi e tabacco. Era inoltre conosciuta per le coltivazioni di rose dalle quali venivano estratti olii e profumi.

## Storia

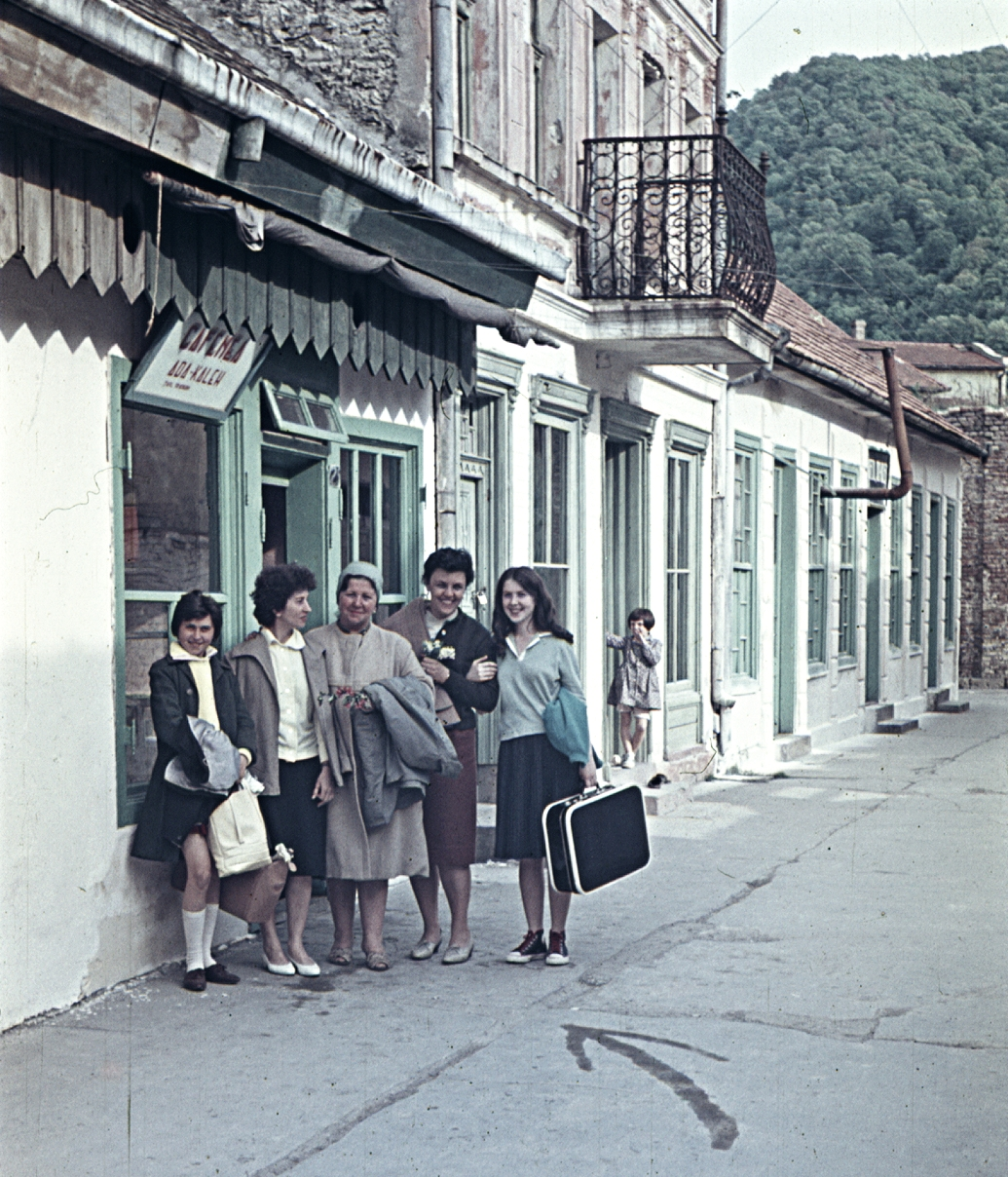
Abitanti dell'isola nel 1964

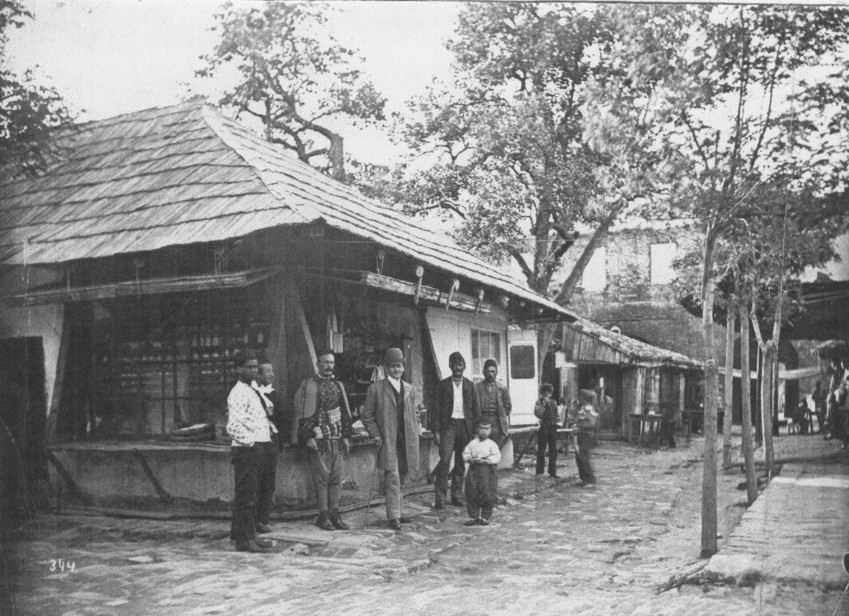
Il bazar sull'isola

L'isola era abitata fin dall'antichità. Erodoto descrisse l'isola, chiamata Cyraunis, lunga 200 stadi, stretta e piena di ulivi e vite selvatica mentre lo storico romano Cornelio Nepote la chiamò Cerne.
Fu menzionata in un rapporto ufficiale dei cavalieri teutonici del 22 febbraio 1430 sulle fortificazioni del Banato come isola Saan con 216 abitanti. Venne in quell'anno rinominata Ada Kaleh.
Per la sua posizione strategica ebbe una grande importanza nel conflitto tra l'impero asburgico e quello ottomano. Passò di mano numerose volte tra i due contendenti fino al Trattato di Belgrado del 1739 che sancì il passaggio ai turchi. Tra il 1789 e il 1791 fu di nuovo sotto il controllo austriaco.
Venne dimenticata in occasione del Congresso di Berlino nel 1878 rimanendo di fatto occupata dall'Impero austro-ungarico fino al termine della prima guerra mondiale quando passò sotto il controllo rumeno a seguito di un referendum tra gli abitanti dell'isola.
La comunità isolana, costituita da turchi musulmani, viveva della coltivazione del tabacco e della pesca. In seguito si sviluppò nell'isola anche il turismo.
Negli anni sessanta venne progettata la diga che avrebbe sommerso l'isola e parte delle costruzioni presenti (tra cui la fortezza) furono trasferite sull'isola Șimian, situata a valle della centrale, altre furono demolite. Il tappeto della moschea di Ada Kaleh, dono del sultano Abdul Hamid II, fu trasferito nella moschea di Costanza nel 1965. Parte della popolazione si ristabilì a Costanza; molti invece emigrarono in Turchia, invitati dal primo ministro Süleyman Demirel.
Nel corso del tempo furono proposti diversi progetti di ricostruzione dell'isola.